# دانجي كانيون
إلى الجنوب من أرافان يوجد دانجي كانيون، الذي يقطعه نهر أرافان. في الوادي سلسلة من الكهوف.
- كهف المفاجأة
- كهف فرسمان
- كهف المنتصر
- أزيادار أونكور
- باريتوفايا الكبير

أهمها أزيادار أونكور.